# Селятинская сельская община
Селятинская сельская община (укр. Селятинська сільська громада) — территориальная община в Вижницком районе Черновицкой области Украины.
Административный центр — село Селятин.
Население составляет 4718 человек. Площадь — 370,9 км².
В соответствии с распоряжением Кабинета Министров Украины от 12 июня 2020 года, в состав общины вошла территория Плосковского, Селятинского и Шепотского сельских советов упразднённого Путильского района

## Населённые пункты
В состав общины входит 10 сёл:
- Селятин
  - Галицевка
  - Русская
- Плосковский старостинский округ:
  - Лустун
  - Плоская
- Шепотский старостинский округ:
  - Андрековское
  - Верхний Яловец
  - Нижний Яловец
  - Сарата
  - Шепот